# Kondinskoje
Kondinskoje (ros. Кондинское) – osiedle typu miejskiego w azjatyckiej części Rosji, we wchodzącym w skład tego państwa Chanty-Mansyjskim Okręgu Autonomicznym - Jugrze, położonym na zachodniej Syberii.
Osada leży w rejonie kondinskim i liczy 3.881 mieszkańców (1 stycznia 2005 r.), głównie Rosjan i innych europejskich osadników. Niewielki udział w populacji miasta mają też rdzenni mieszkańcy Okręgu - Chantowie i Mansowie.